# Đua drone

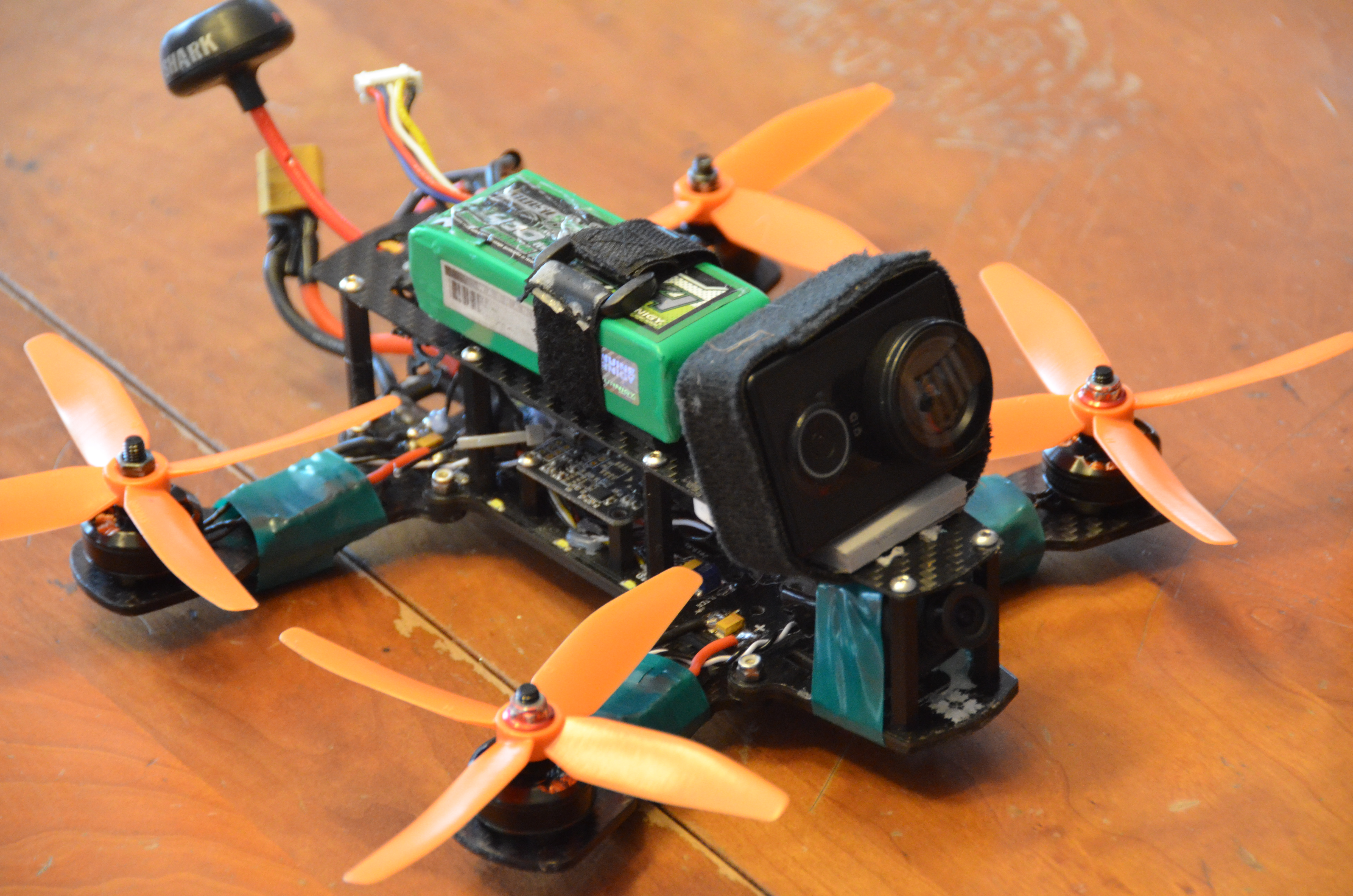
Drone flycam Minion 220 dùng cho một cuộc đua

Đua drone là cuộc đua điều khiển thiết bị bay không người lái (UAV) hay drone có lắp camera, còn gọi là flycam, dựa theo hình ảnh quan sát được mà điều khiển drone thực hiện các hành trình hay thao tác xác định .
Thể thức đua, gồm hành trình, thao tác và tiêu chí đánh giá, do ban tổ chức cuộc đua ấn định. Thể thức được quan tâm nhất hiện nay là flycam lắp camera cho ra video góc nhìn thứ nhất (tạm dịch first person video, viết tắt FPV). Flycam trao đổi hình ảnh và điều khiển qua sóng cực ngắn đến khối điều khiển và hiển thị chụp lên đầu (tạm dịch head-mounted display hay "bộ thiết bị đeo đầu") người điều khiển drone để quan sát và điều khiển .
Cuộc đua drone nghiệp dư đầu tiên diễn ra ở Úc hồi cuối năm 2014. Tại cuộc đua drone Dubai 2016 (Dubai’s World Drone Prix) Luke Bannister thiếu niên 15 tuổi người Anh chiến thắng 